# Piper losoense
Piper losoense är en pepparväxtart som beskrevs av Trel. & Yunck.. Piper losoense ingår i släktet Piper och familjen pepparväxter. Inga underarter finns listade i Catalogue of Life.